# ديف كروفورد
ديف كروفورد (بالإنجليزية: Dave Crawford)‏ هو ملحن ومنتج أسطوانات ودي جيه أمريكي، ولد في 24 أكتوبر 1943، وتوفي في 1988.

## وصلات خارجية
- ديف كروفورد على موقع IMDb (الإنجليزية)
- ديف كروفورد على موقع ميوزك برينز (الإنجليزية)
- ديف كروفورد على موقع ديسكوغز (الإنجليزية)